# نیو فیلادلفیا (اوهایو)
 نیو فیلادلفیا(به انگلیسی: New Philadelphia) شهری در ایالت اوهایو کشور ایالات متحده آمریکا است که جمعیت آن در سرشماری سال ۲۰۱۰ میلادی، ۱۷٬۲۸۸ نفر بوده‌است.